# Julijan Knežević
L'archimandrite Julijan Knežević (en serbe cyrillique : Јулијан Кнежевић, nom séculier Radomir Knežević, en serbe cyrillique: Радомир Кнежевић), né le 19 août 1918 à Vitkovo (Royaume de Serbie) et mort le 16 juillet 2001 au Monastère de Gradac à Raška (ville) en Yougoslavie, est un des théologiens orthodoxes. Il était l'archimandrite du Monastère de Studenica, près de Kraljevo. est un higoumène des plus importants de Église orthodoxe serbe XXe siècle. 
Le I'archimandrite Julijan a été l'higoumène du Monastère de Studenica de 1961 à sa mort en 2001.